# Kent Osborne
Kent Matthew Osborne (30 agosto 1969) è un attore statunitense.

## Biografia
Fratello del regista Mark Osborne, Kent Osborne è cresciuto nel Vermont prima di trasferirsi a Flemington, nel New Jersey. Si è diplomato alla Hunterdon Central Regional High School e ha studiato recitazione a New York presso l'American Academy of Dramatic Arts e l'Atlantic Theater Company di David Mamet. Dal 2002 al 2005, Osborne è stato sceneggiatore e direttore dello storyboard di SpongeBob su Nickelodeon, che gli è valso due nomination agli Emmy Award per i suoi scritti nello show, nel 2003 e nel 2004.

## Filmografia

### Attore
- Scuola d'onore (School Ties), regia di Robert Mandel (1992)
- Hong Kong Colpo su Colpo (Knock Off), regia di Tsui Hark (1998)
- Open House, regia di Dan Mirvish (2004)
- Natale in affitto (Surviving Christmas), regia di Mike Mitchell (2004)
- Hannah Takes the Stairs, regia di Joe Swanberg (2007)
- Nights and Weekends, regia di Joe Swanberg e Greta Gerwig (2008)
- Kung Fu Panda, regia di Mark Osborne e John Stevenson (2008) - voce
- Mostri contro alieni (Monsters vs. Aliens), regia di Rob Letterman e Conrad Vernon (2009) - voce
- Alexander the Last, regia di Joe Swanberg (2009)
- Uncle Kent, regia di Joe Swanberg (2011)
- Art History, regia di Joe Swanberg (2011)
- All the Light in the Sky, regia di Joe Swanberg (2012)
- Wild Canaries, regia di Lawrence Michael Levine (2014)
- Un tranquillo weekend di mistero (Digging for Fire), regia di Joe Swanberg (2015)
- Bloomin Mud Shuffle, regia di Frank V. Ross (2015)

### Sceneggiatore
- SpongeBob (SpongeBob SquarePants) - serie TV (2002-2005)
- SpongeBob - Il film (The SpongeBob SquarePants Movie), regia di Stephen Hillenburg (2004)
- Camp Lazlo - serie TV (2006-2007)
- Hannah Takes the Stairs, regia di Joe Swanberg (2007)
- Le meravigliose disavventure di Flapjack (The Marvelous Misadventures of Flapjack) - serie TV (2008-2010)
- Adventure Time (Adventure Time with Finn & Jake) - serie TV (2010-2014)
- Uncle Kent, regia di Joe Swanberg (2011)
- Art History, regia di Joe Swanberg (2011)
- Orion e il Buio (Orion and the Dark), regia di Sean Charmatz (2024) - storyboard